# الولايات المتحدة الصينية
الولايات المتحدة الصينية (بالصينية المبسطة: 中华 合众国؛ الصينية التقليدية: 中華 合眾國؛ بينيين: Zhōnghuá Hézhòngguó)
هو مفهوم سياسي وقع ابتكاره لأول مرة في أوائل العشرينات من القرن العشرين من قبل تشن جيونغينغ من أجل صين اتحادية على غرار الولايات المتحدة الأمريكية. وفي ضوء الحقائق السياسية والاجتماعية واللغوية للصين في فترة حكم الحرب، اعتقد تشن جيونغينغ أن النهج الاتحادي هو الطريقة الوحيدة الممكنة لإقامة جمهورية ديمقراطية موحدة في النهاية. وبدءً من غوانغدونغ كدولة نموذجية، أراد جيونغينغ تنظيم «الولايات المتحدة الصينية على طريقة التجربة الأمريكية» من خلال التفاوض مع الاتحاديين من جميع أنحاء البلاد.
أدى إدخال المناطق الاقتصادية الخاصة منذ ثمانينيات القرن العشرين إلى تطوير عدة اقتصادات إقليمية متمايزة داخل جمهورية الصين الشعبية، مثل دلتا نهر اللؤلؤة ودلتا نهر يانغتسي وحزام بوهاي الإقتصادي. هذه المناطق لديها اقتصادات بحجم الدول الصغيرة المتقدمة. يجادل بعض الباحثين الذين يستخدمون مصطلح الولايات المتحدة الصينية يجادلون بأنه خلال عملية الإصلاح الإقتصادي الصيني أن جمهورية الصين الشعبية تطورت في الواقع إلى دولة اتحادية تتمتع فيها هذه المناطق الاقتصادية بسلطة تقديرية واسعة لتنفيذ أهداف السياسة التي وضعتها الحكومة المركزية للحزب، والتي تتنافس فيها المحافظات والمناطق المحلية مع بعضها البعض من أجل التقدم الاقتصادي.

## وصلات خارجية
- ألين ت. تشنغ «الولايات المتحدة الصينية: كيف تتحرك الأعمال بين تايبيه وبكين معًا» -آسيا وييك، 6 يوليو 2001
- ديفيس، مايكل سي. «قضية الاتحادية الصينية»
- تشن جيونغينغ والحركة الاتحادية
- وينجاست، باري ر. «الاتحادية، النمط الصيني: الأساس السياسي للنجاح الاقتصادي في الصين»نسخة.pdf
- الديمقراطية وحدودها في الصين الكبرى